# Анжело, Жан
Жан Анжело (фр. Jean Angelo; настоящее имя — Жан Жак Бартелеми (фр. Jean Jacques Barthélemy; фр. Jean Jacques Barthélemy); 17 мая 1875 (по другим данным, 1888) Париж, Франция — 28 ноября 1933, там же) — французский актёр театра и кино. Являясь первоклассным спортсменом и имея соответствующие внешние данные, сыграл много ролей в фильмах историко-приключенческого жанра.

## Биография
В 1903 году дебютировал на театральной сцене в постановке «Лукреции Борджиа» (итал. Lucrèce Borgia Lucrèce Borgia) под руководством актрисы Сары Бернар. В кино начал сниматься начиная с 1908 года. В том же году он появился в короткометражном фильме «Убийство герцога Гиза» студии «Фильм д’ар», который сняли режиссёры Шарля Ле Баржи и Андре Кальметт. В этом первом проекте студии созданной для съёмок высокохудожественных фильмов в театральной эстетике принимали участие ведущие актёры Комеди Франсез.
В 1910-е годы Анжело много снимался у режиссёра Альбера Капеллани, который фактически и открыл его для кино. Среди их совместных работ числятся экранизации произведений Виктора Гюго «Собор Парижской Богоматери» (1911) с Анри Краусс в роли Квазимодо, сериале «Парижские тайны» (1911) и четырёхсерийной экранизации «Отверженных» (1913).
С началом Первой мировой войны был вынужден прервать актёрскую карьеру, когда в 1914 году ушёл на фронт, откуда вернулся с боевыми ранениями.
В 1917 году Анжело снялся вместе с Сарой Бернар и Жоржем Мельхиором в военно-пропагандистском фильме «Матери Франции» (фр. Mère françaises) режиссёра Луи Меркантона. В том же году он отправился в США для участия в фильме «Божественная жертва» (англ. The Divine Sacrifice, 1918) американского режиссёра французского происхождения Джорджа Арчейнбода (фр. George Archainbaud). Это была первая главная роль Анжело на тот момент, и его единственный опыт работы в американском кинематографе.
Возвратившись во Францию ещё до окончания войны, Жан Анжело продолжил сниматься в фильмах французских режиссёров, став в 1920-х годах настоящей звездой французского немого кино. Являясь опытным спортсменом и уверенным фехтовальщиком, Анжело стал героем нескольких успешных приключенческих фильмов. В 1921 году он сыграл капитана Моранжа в «Атлантиде» (реж. Жак Фейдер, 1921) по одноимённому роману Пьера Бенуа. Впоследствии он ещё раз сыграл эту роль во французской версии уже звукового ремейка 1932 года, поставленного немецким режиссёром Георгом Вильгельмом Пабстом. В 1920—1930 годах снимался также у других ведущих режиссёров французского кино, как Жан Эпштейн, Виктор Турянский, Жан Ренуар, Анри Фекур, Марсель Л’Эрбье и др.
В 1933 году во время съёмок в киноадаптации повести «Коломба» Проспера Мериме актёр заболел пневмонией и умер 28 ноября того же года в парижской клинике Удино в возрасте 58 лет.

## Фильмография (выборочная)
| Год  |    | Русское название                | Оригинальное название            | Роль                                            |
| ---- | -- | ------------------------------- | -------------------------------- | ----------------------------------------------- |
| 1908 | кф | Убийство герцога Гиза           | L’assassinat du duc de Guise     |                                                 |
| 1908 | кф | Саломея                         | Salomé                           |                                                 |
| 1909 | кф | Некрасивая, индусская сказка    | La laide, conte hindou           |                                                 |
| 1910 | кф | Фра-Дьяволо                     | Fra Diavolo                      |                                                 |
| 1911 | кф | Собор Парижской Богоматери      | Notre-Dame de Paris              |                                                 |
| 1912 | ф  | Парижские тайны                 | Les mystères de Paris            |                                                 |
| 1912 | кф | Королева Елизавета              | Les amours de la reine Élisabeth | Сеймур                                          |
| 1913 | ф  | Отверженные                     | Les misérables                   | Энжольрас                                       |
| 1914 | ф  | Вендетта                        | Vendetta                         |                                                 |
| 1917 | ф  | Матери Франции                  | Mères françaises                 | Робер д’Урбекс                                  |
| 1918 | ф  | Божественная жертва             | The Divine Sacrifice             | Давид Кареви                                    |
| 1921 | ф  | Атлантида                       | L’Atlantide                      | капитан Моранж                                  |
| 1921 | ф  | Фромон младший и Рислер старший | Fromont jeune et Risler aîné     | Франц Рислер                                    |
| 1923 | ф  | Песня торжествующей любви       | Le chant de l’amour triomphant   | Музю                                            |
| 1924 | ф  | Последний час                   | Die letzte Stunde                | лорд Берри                                      |
| 1925 | ф  | Сюркуф                          | Surcouf                          | Робер Сюркуф                                    |
| 1925 | ф  | Приключения Робера Макера       | Les aventures de Robert Macaire  | Робер Макер                                     |
| 1926 | ф  | Нана                            | Nana                             | граф де Вандев                                  |
| 1927 | ф  | Маркитта                        | Marquitta                        | князь Власко                                    |
| 1927 | ф  | Конец Монте-Карло               | La fin de Monte-Carlo            | Рафаэль Монтейра                                |
| 1927 | ф  | Шантаж                          | Chantage                         | граф де Шанси                                   |
| 1927 | ф  | Двое под небосводом             | Zwei unterm Himmelszelt          | Томас Турнезен                                  |
| 1928 | ф  | Дело прокурора М.               | Der Fall des Staatsanwalts M…    | Мирзев                                          |
| 1928 | ф  | Ява                             | Une java                         |                                                 |
| 1928 | ф  | Дьявольский круг                | La ronde infernale               |                                                 |
| 1929 | ф  | Безумная дева                   | La vierge folle                  | Армури                                          |
| 1929 | ф  | Монте-Кристо                    | Monte Cristo                     | Эдмон Дантес / аббат Бузони / граф Монте-Кристо |
| 1930 | ф  | Дитя любви                      | L’enfant de l’amour              | Поль Ронц                                       |
| 1931 | ф  | Убийца                          | L’homme qui assassina            | маркиз де Савьєн                                |
| 1931 | ф  | Мое сердце инкогнито            | Mon coeur incognito              |                                                 |
| 1931 | ф  | Последняя колыбельная           | La dernière berceuse             |                                                 |
| 1932 | ф  | Атлантида                       | L’Atlantide                      | капитан Моранж                                  |
| 1932 | ф  | Сержант Икс                     | Le sergent X                     | Шарден                                          |
| 1932 | ф  | Треугольник огня                | Le triangle de feu               | инспектор Бремон                                |
| 1933 | ф  | Три пули в кожу                 | Trois balles dans la peau        | Максим Дартуа                                   |
| 1933 | ф  | Коломба                         | Colomba                          |                                                 |